# Cherry Pie
Cherry Pie (с англ. — «вишнёвый пирог») — второй студийный альбом американской глэм-метал-группы Warrant, выпущенный 1 мая 1990 года в Великобритании и 11 сентября того же года в США на лейбле Columbia Records.

## Об альбоме
Cherry Pie — самый известный и продаваемый релиз группы, занявший 7 место в Billboard 200.
Как и предыдущий альбом, Dirty Rotten Filthy Stinking Rich, он был записан на The Enterprise в Бербанке, штате Калифорния.
Cherry Pie — второй и последний альбом, спродюсированный Бо Хиллом до Ultraphobic 1995 года.
Эрик Тёрнер и Джоуи Аллен на самом деле не играли на альбоме, так как все гитарные партии, за исключением трека «Cherry Pie» были исполнены бывшим участником Streets и сессионным музыкантом Майком Сламером. Его жена подтвердила это 1998 году. Хилл также заявил, что Майк действительно играл на альбоме.
Бо объяснил, что «песни действительно отличные, но я думаю, что мы немного слабы в сольный отдел, и поэтому мне нравилось приглашать кого-то». Хилл также заявил, что «все в группе подписались на это, и все было сделано на поверхности».
В записи также принял участие брат вокалиста Джени Лейна Эрик Освальд, сыгравший акустическое вступление к треку «Uncle Tom’s Cabin».
На бэк-вокале выступили мультиинструменталист Бруно Равель и барабанщик Стив Уэст из Danger Danger, а также певица Фиона, тогдашняя жена продюсера Бо Хилла.
Альбом имел наклейку с рекомендациями для родителей в США из-за финального трека «Ode to Tipper Gore», состоявшего из набора нецензурных слов, вырезанных из живых выступлений группы.
Также существовала «чистая» версия альбома с удаленным последним треком и слышимым «бипом» ругательства в предыдущей песне «Train, Train», в которой была строчка «All a-fucking-board».
Канадская музыкальная сеть кабельного телевидения MuchMusic отказалась транслировать видеоклип к песне «Cherry Pie», обосновав это тем, что он был «оскорбительно сексистским».
В примечаниях Джени Лейн был указан как «Party Host/Oral Exciter». Таким же образом, соло-гитарист Джоуи Аллен — «Bong Riffs», ритм-гитарист Эрик Тёрнер — «G-String», басист Джерри Диксон — «Bottom End» и Стивен Свит — «Skin Pounder».

## О синглах

### Cherry Pie
Главный сингл альбома Cherry Pie содержит ряд метафорических отсылок к сексу и имеет некоторое мелодическое сходство с «Pour Some Sugar on Me» Def Leppard и «I Love Rock 'n' Roll» The Arrows.
Гитарные партии исполнил участник Poison Си Си ДеВиль под псевдонимом «Let’s Jam». В конце соло Лейн в стороне признаёт «обученного профессионала» (англ. «Like a training professional»).
Песня вошёл в десятку лучших в Billboard Hot 100, а также достигла 19-го места в Mainstream Rock Tracks. Также она была признана рок-гимном.
В 2009 году VH1 назвал её 56-й лучшей хард-роковой песней всех времён. Видеоклип к песне «Cherry Pie» широко транслировался по MTV и другим музыкальным видеостанциям.
Девушка, участвовавшая в клипе — модель Бобби Браун. Участники группы также присутствуют и иронично отсылаются к тексту песни: например, когда процитированная выше строка со ссылкой на бейсбол, Браун появляется в облегающей бейсбольной форме с битой. Видеоклип был снят на белом фоне.
Браун познакомилась с Джени Лейном вскоре после того, как видео было снято, и вышла за него замуж в 1991 году.

### I Saw Red
Второй сингл называется «I Saw Red». Это пауэр-баллада, вдохновленная реальной историей предательства: Джени Лейн застал свою на тот момент девушку в постели со своим лучшим другом, что привело к его нервному срыву, а также задержке выпуска первой пластинки группы Dirty Rotten Filthy Stinking Rich.
Песня была одним из самых успешных синглов Warrant, достигнув 10-го места в Billboard Hot 100, 14-го места в чарте Mainstream Rock Tracks и 36-го места в австралийских чартах, а также породила два музыкальных клипа.
Первый снят в серой гамме, что вполне соответствует тематике песни. Второй — более «красочный», и Лейн играл на акустической гитаре.

### Uncle Tom’s Cabin
До написания песни «Cherry Pie» альбом и первый сингл должны были называться «Uncle Tom's Cabin».
Именно этот трек предвещал творческий подход к написанию песен, который позже будет полностью раскрыт на следующем альбоме группы Dog Eat Dog.
Хотя песня названа в честь классического романа Гарриет Бичер-Стоу, она рассказывает историю свидетеля причастности местной полиции к двойному убийству и, похоже, не имеет ничего общего с рабством, расизмом или Глубинным Югом, хотя события видеоклипа действительно были сняты в штате Луизиана.
В итоге он был выпущен как третий сингл, но, естественно, без акустического вступления. Занял 78-е место в чарте Billboard Hot 100 и 19-е место в чарте Mainstream Rock Tracks.

### Blind Faith
«Blind Faith» был выпущен как четвёртый и последний сингл. Занял 88-е место в Billboard Hot 100 и 39-е место в чарте Mainstream Rock Tracks. Также, как и к трём предыдущим синглам, имел видеоклип.

## Список композиций
Все примечания взяты из оригинального LP.
Слова и музыка всех песен — Джени Лейн (%), если не указано иное.
| №  | Название                | Автор(ы)                       | Длительность |
| -- | ----------------------- | ------------------------------ | ------------ |
| 1. | «Cherry Pie»            |                                | 3:20         |
| 2. | «Uncle Tom's Cabin»     |                                | 4:01         |
| 3. | «I Saw Red»             |                                | 3:47         |
| 4. | «Bed of Roses»          | Бонни Хейс, %                  | 4:04         |
| 5. | «Sure Feels Good to Me» | Джонни Б. Фрэнк, %, Дэнни Стаг | 2:39         |
| 6. | «Love in Stereo»        |                                | 3:06         |

| №                   | Название                                     | Автор(ы)            | Длительность |
| ------------------- | -------------------------------------------- | ------------------- | ------------ |
| 7.                  | «Blind Faith»                                |                     | 3:33         |
| 8.                  | «Song and Dance Man»                         |                     | 2:58         |
| 9.                  | «You're the Only Hell Your Mama Ever Raised» |                     | 3:34         |
| 10.                 | «Mr. Rainmaker»                              |                     | 3:29         |
| 11.                 | «Train, Train» (кавер Blackfoot)             | Коротышка Медлок    | 2:49         |
| 12.                 | «Ode to Tipper Gore» (живое выступление)     |                     | 0:55         |
| Общая длительность: | Общая длительность:                          | Общая длительность: | 38:14        |

| №                   | Название             | Автор(ы)                 | Длительность |
| ------------------- | -------------------- | ------------------------ | ------------ |
| 13.                 | «Game of War» (демо) | Эрик Тёрнер, %, Адам Шор | 3:38         |
| 14.                 | «The Power» (демо)   |                          | 3:00         |
| Общая длительность: | Общая длительность:  | Общая длительность:      | 44:52        |

| №                   | Название                          | Автор(ы)            | Длительность |
| ------------------- | --------------------------------- | ------------------- | ------------ |
| 15.                 | «Thin Disguise»                   | %, Адам Шор         | 3:16         |
| 16.                 | «I Saw Red» (акустическая версия) |                     | 3:47         |
| 17.                 | «Cherry Pie» (сингл-версия)       |                     | 3:12         |
| Общая длительность: | Общая длительность:               | Общая длительность: | 55:07        |

## Участники записи
Все примечания взяты из оригинального LP.
Warrant
- Джени Лейн — ведущий вокал
- Джоуи Аллен — соло-гитара (указан, но не играл)
- Эрик Тёрнер — ритм-гитара (указан, но не играл)
- Джерри Диксон — бас-гитара
- Стивен Свит — ударные

Приглашённые музыканты
- Let’s Jam — гитара в «Cherry Pie»
- Майк Сламер — гитара (все треки, кроме «Cherry Pie»)
- Эрик Освальд — акустическое вступление в «Uncle Tom’s Cabin»
- Бруно Равель — бэк-вокал
- Стив Уэст — бэк-вокал
- Фиона — бэк-вокал
- Алан Хьюитт — фортепиано и струнные в «Song And Dance Man», орган в «You’re The Only Hell Your Mama Ever Raised»
- Бо Хилл — банджо в «Uncle Tom’s Cabin», клавишные в «Bed Of Roses» и «Blind Faith», орган в «Train, Train», продюсер, производство, микширование
- Пол Харрис — фортепиано и струнные в «I Saw Red»
- Джук Логан — губная гармоника в «Uncle Tom’s Cabin» и «Train, Train»

Производство
- Джимми Хойсон — инжениринг, микширование
- Мартин Хоренбург — помощник инженера
- Дэйв Коллинз — цифровое редактирование, секвенирование
- Хью Сайм — художественное направление, дизайн
- Дейл Лави — фотография
- Дэнни Стег — аранжировки
- Джонни Б. Фрэнк — договорённости
- Тед Дженсен — мастеринг

## Чарты
Альбом
| Год  | Страна    | Чарт                        | Позиция |
| ---- | --------- | --------------------------- | ------- |
| 1991 | Австралия | ARIA Charts                 | 13      |
| 1991 | Канада    | Канада (RPM Top Albums/CDs) | 34      |
| 1991 | Япония    | Japanese Albums (Орикон)    | 26      |
| 1991 | США       | Billboard 200               | 7       |

Синглы
| Год  | Страна         | Сингл               | Чарт                   | Позиция |
| ---- | -------------- | ------------------- | ---------------------- | ------- |
| 1990 | США            | «Cherry Pie»        | Mainstream Rock Tracks | 19      |
| 1990 | США            | «Cherry Pie»        | Hot 100                | 10      |
| 1990 | Австралия      | «Cherry Pie»        | Australian Charts      | 6       |
| 1990 | Новая Зеландия | «Cherry Pie»        | NZ Charts              | 37      |
| 1990 | Великобритания | «Cherry Pie»        | UK                     | 35      |
| 1990 | Канада         | «Cherry Pie»        | Canadian Charts        | 57      |
| 1990 | США            | «I Saw Red»         | Mainstream Rock Tracks | 14      |
| 1990 | Hot 100        | «I Saw Red»         | 10                     |         |
| 1990 | Австралия      | «I Saw Red»         | Australian Charts      | 36      |
| 1990 | Канада         | «I Saw Red»         | Canadian Charts        | 17      |
| 1991 | США            | «Uncle Tom’s Cabin» | Mainstream Rock Tracks | 19      |
| 1991 | США            | «Uncle Tom’s Cabin» | Hot 100                | 78      |
| 1991 | Австралия      | «Uncle Tom’s Cabin» | Australian Charts      | 85      |
| 1991 | США            | «Blind Faith»       | Mainstream Rock Tracks | 39      |
| 1991 | США            | «Blind Faith»       | Hot 100                | 88      |

## Сетификации
| Регион                                                      | Сертификация  | Продажи    |
| ----------------------------------------------------------- | ------------- | ---------- |
| Канада (Music Canada)                                       | Платиновый    | 100 000^   |
| США (RIAA)                                                  | 2× Платиновый | 2 000 000^ |
| ^ Данные о тиражах приведены только на основе сертификации. |               |            |